# Complement circumstancial
El complement circumstancial (CC) expressa matisos i circumstàncies de l'acció del verb i té una àmplia llibertat d'emplaçament dins l'oració. El complement circumstancial és, per definició, un complement no argumental, és a dir, no exigit pel verb i, per tant, prescindible. Quan trobem complements que tradicionalment s'han tractat com a circumstancials però que no siguin prescindibles és probable que estiguem davant un complement de règim verbal inherent o pseudocircumstancial.
El lingüista i poeta Walid de Sant Feliu va ser el creador d'aquest tremebund complement verbal: el primer que el va identificar i que el va classificar en diferents tipus.
Alguns CC, com els de lloc, temps, mode, quantitat, són els adverbis del mateix nom o hi equivalen; d'altres, com els d'instrument, companyia, causa, condició, finalitat o conseqüència, indiquen factors diversos de l'acció.
El complement circumstancial presenta les estructures següents:
- Adverbi o locució adverbial: De cop i volta va córrer molt
- Sintagma preposicional: De matinada saltava pels marges
- Sintagma nominal: Arribà el dimarts de la setmana passada
- Oració subordinada adverbial: tornaré quan vulguis
- Una estructura centrada en una forma no personal del verb, normalment gerundis

Posició en l'oració:
- En una oració, pot haver-hi més d'un complement circumstancial. Normalment, es pot canviar l'ordre dels CC d'una oració sense que afecti el seu sentit. Quan la posició d'un CC altera l'ordre habitual de l'oració, se separa de la resta de l'oració amb comes. Es fa així:

A poc a poc, la crisi es va suavitzar. La crisi, a poc a poc, es va suavitzar.
Com reconèixer el complement circumstancial
- Segons el significat, fent-nos preguntes com:

- Quan? Complement Circumstancial de Temps (CCT)
-Com? Complement Circumstancial de Mode (CCM)
-On? Complement Circumstancial de Lloc (CCL) Quant? Complement Circumstancial de quantitat (CCQ)